# قراچه‌اورن، سنان‌پاشا
قراچه‌اورن (به ترکی استانبولی: Karacaören) یک منطقهٔ مسکونی در ترکیه است که در سنان‌پاشا واقع شده‌است.